# MS Zaandam
El MS Zaandam es un crucero de la clase Rotterdam, operado recientemente por Holland America Line (HAL), filial de Carnival Corporation & plc. El nombre le viene por la ciudad de Zaandam, Países Bajos, cerca de Amsterdam. Fue construido por Fincantieri en Marghera, Italia y entregado en el año 2000. El Zaandam es parte de la clase Rotterdam.
Al barco se le negó el acceso al Canal de Panamá y luego a Fort Lauderdale después de un brote de coronavirus a principios de la pandemia de COVID-19. Cuatro pasajeros y tripulantes murieron de COVID-19 durante o después de ese viaje.